# Miraxis klotsi
Miraxis klotsi là một loài bướm đêm trong họ Crambidae.